# Блумингтон (Индијана)
Блумингтон (енгл. Bloomington) град је у америчкој савезној држави Индијана.

## Демографија
По попису из 2010. године број становника је 80.405, што је 11.114 (16,0%) становника више него 2000. године.
| Група             | 2000.          | 2010.          |
| Белци             | 59.398 (85,7%) | 65.189 (81,1%) |
| Афроамериканци    | 2.940 (4,2%)   | 3.671 (4,6%)   |
| Азијати           | 3.644 (5,3%)   | 6.399 (8,0%)   |
| Хиспаноамериканци | 1.722 (2,5%)   | 2.823 (3,5%)   |
| Укупно            | 69.291         | 80.405         |